# HD 1064
HD 1064，又名BD-10 30，SAO 128660、HR 51，是一颗恒星，视星等为5.75，位于銀經95.06，銀緯-70.44，其B1900.0坐标为赤經0h 9m 48.2s，赤緯-10° -70.44′ 31″。